# الانتخابات الرئاسية في ألمانيا الغربية 1984
الانتخابات الرئاسية في ألمانيا الغربية 1984 هي الانتخابات الرئاسية الألمانية ‏ التي جرت في 1984، في ألمانيا، فاز بالانتخابات ريتشارد فون فايتسكر.وهو سياسي ألماني من حزب الاتحاد الديمقراطي المسيحي. كان بين عامي 1981 و1984 رئيس بلدية برلين، ومن عام 1984 حتى عام 1994 رئيس جمهورية ألمانيا الاتحادية.